# Chimia Râmnicu Vâlcea
Chimia Râmnicu Vâlcea a fost un club de fotbal din România, înființat după Al Doilea Război Mondial, a cărui cea mai mare performanță este câștigarea Cupei României.

## Istoria
Echipa s-a constituit în orașul Râmnicu Vâlcea în anul 1946, sub denumirea Vâlceana și a evoluat în Divizia C. În 1947 și-a schimbat numele în CSM Vâlcea . Clubul retrogradează și abia în 1956 reușește să revină din nou sub numele de Flamura Roșie , numele fiind schimbat anul următor în Unirea și în 1958 în Șantierul Govora . Este din nou retrogradată, dar după un an, echipa a sărit direct în Divizia a II-a sub numele de Chimia Govora . După o perioadă fără rezultate notabile, dar cu mai multe schimbări ale denumirii (Unirea din 1962, Oltul din 1966) echipa preia în 1967 numele Chimia, al combinatului din localitate. Din 1960, formația a evoluat în Divizia B unde s-a menținut timp de zece ani consecutivi, în 1970 retrogradând în al treilea eșalon. A revenit după un singur an în Divizia B.
În 1973, echipa a realizat cea mai mare performanță din istorie, câștigând Cupa României, după o finală împotriva formației Constructorul Galați. După o remiză în primul meci, 1-1, vâlcenii s-au impus la rejucare cu 3-0. În sezonul următor, 1973-74, Chimia reușește a doua mare realizare, promovarea în Divizia A. Cea mai mare performanță a ei a venit la sfârșitul sezonului 1972–1973, când echipa a câștigat Cupa României ca echipă de Divizia B după un dublu meci în „Finala săracilor” împotriva echipei Diviziei C Constructorul Galați , (1–1, 3-0).  Echipa a fost antrenată de Dumitru Anescu: Stana – Burlacu, T. Ciobanu, Pintilie, Petrică – I. Haidu , I. Ionescu – Șutru (Orovitz), Donose , Gojgaru (H. Popescu), V. Iordache (Tifirel).
Sezonul următor, clubul (N. Dinescu Președinte, antrenori: Gh . Nutescu - D. Anescu) a fost promovat în prima divizie . Jucători (care au apărut recent): I. Crăciunescu (celebrul arbitru), Lepădatu, Enache, Borz, Cincă, C. Nicolae, Păunescu, Emil Dumitriu , Peniu . În toamna anului 1973 , echipa a jucat în primul tur al Cupei Cupelor împotriva Glentoran Belfast , dar a fost eliminată. După două sezoane de fotbal de top, clubul este retrogradat în Divizia a II-a , dar reușește să revină după trei ani. Antrenorul Marcel Piguleaa fost „de vină” pentru această performanță. Clubul reușește să joace nouă ani consecutiv pe primul nivel al fotbalului românesc, iar un mare merit îl revine lui Teodor Coman, un mare fanatic al fotbalului, unul dintre puținii oameni buni la comanda fostului PCR . Jucători de valoare care au jucat în această perioadă: Gh. Constantin, V. Roșca, N. Pavel – Bașno, Iordan, Cincă, Lepădatu, Catargiu, Cheran , Fl. Udrea, Cireașă  – Carabageac, Savu, Gab. Stan , Mih. Alexandru, Vergu, C. Iovan – Ad. Coca, Gîngiu, Stanca, Teleșpan, M. Preda, Buduru, Verigeanu., echipa vâlceană a jucat în Cupa Cupelor, fiind însă eliminată în primul tur de formația irlandeză Glentoran Belfast. S-a menținut un singur an în prima divizie, urmând o perioadă de declin, cu rezultate dezamăgitoare și în Divizia B.
A doua promovare în eșalonul de elită al României a fost obținută în 1978, iar cea mai bună clasare în Divizia A vine în sezonul 1981-1982, locul opt.
În 1987, echipa retrogradează în Divizia B, iar în 1996 ajunge în Divizia C. Din 1994, numele echipei a fost schimbat în FC Râmnicu Vâlcea. În 1998, echipa ajunge în campionatul județean (Liga a IV-a). În 2004 clubul este dizolvat după grave probleme financiare.
| Perioadă  | Nume                         |
| 1946–1947 | Vâlceana Râmnicu Vâlcea      |
| 1947–1956 | CSM Râmnicu Vâlcea           |
| 1956–1957 | Flamura Roșie Râmnicu Vâlcea |
| 1957–1958 | Unirea Râmnicu Vâlcea        |
| 1958–1960 | Șantierul Govora             |
| 1960–1962 | Chimia Govora                |
| 1962–1965 | Unirea Râmnicu Vâlcea        |
| 1965–1967 | Oltul Râmnicu Vâlcea         |
| 1967–1994 | Chimia Râmnicu Vâlcea        |
| 1994–2004 | FC Râmnicu Vâlcea            |

## Performanțe

### Competiții naționale

#### Ligi:
```
Liga I
```

- Locul 8 (1): 1981–82

```
Liga II 
```

 Campioană (2): 1973–74 , 1977–78
 Vicecampioană (2): 1988–89 , 1990–91
```
Liga III
```

 Campioană (1): 1970–71
 Vicecampioană (2): 1956 , 1957–58
```
Cupa României
```

 Câștigătoare (1): 1972–73

### European
```
Cupa Cupelor UEFA
```

Turul I (1): 1973–74

## Chimia Râmnicu Vâlcea în Europa
Cupa Cupelor Europei
| Sezon   | Club            | Progres | Scor | Adversari         | Stadion                                                   |
| ------- | --------------- | ------- | ---- | ----------------- | --------------------------------------------------------- |
| 1973–74 | Chimia R Vâlcea | Turul I | 2–4  | Glentoran Belfast | 2–2 pe Stadionul Municipal Râmnicu Vâlcea 0–2 pe The Oval |

## Chimia Râmnicu Vâlcea în Divizia A
| Anii    | Pld | W  | D | L  | GF | GA | Pct | Poz | Rezultat                  | Istoria Atrenorilor                                                                              |
| ------- | --- | -- | - | -- | -- | -- | --- | --- | ------------------------- | ------------------------------------------------------------------------------------------------ |
| 1974–75 | 34  | 11 | 9 | 14 | 35 | 54 | 31  | 17  | Retrogradată în Divizia B | Alexandru Constantinescu – (1–7) / Dumitru Anescu – (8–17; 33–34) / Victor Stănculescu – (18–32) |
| 1978–79 | 34  | 13 | 5 | 16 | 38 | 54 | 31  | 15  |                           | Marcel Pigulea                                                                                   |
| 1979–80 | 34  | 14 | 6 | 14 | 42 | 49 | 34  | 9   |                           | Marcel Pigulea                                                                                   |
| 1980–81 | 34  | 15 | 4 | 15 | 51 | 60 | 34  | 9   |                           | Marcel Pigulea                                                                                   |
| 1981–82 | 34  | 12 | 9 | 13 | 37 | 48 | 33  | 8   |                           | Tănase Dima – (1–6) / Petre Gavrilă – (7–34)                                                     |
| 1982–83 | 34  | 12 | 7 | 15 | 33 | 43 | 31  | 15  |                           | Petre Gavrilă – (1–5) / Ion Oblemenco – (6–34)                                                   |
| 1983–84 | 34  | 14 | 6 | 14 | 40 | 50 | 34  | 9   |                           | Ion Oblemenco                                                                                    |
| 1984–85 | 34  | 11 | 7 | 16 | 26 | 50 | 29  | 14  |                           | Ion Oblemenco – (1–17) / Lucian Cataragiu – (18–34)                                              |
| 1985–86 | 34  | 12 | 5 | 17 | 36 | 53 | 29  | 14  |                           | Marcel Pigulea                                                                                   |
| 1986–87 | 34  | 7  | 6 | 21 | 30 | 72 | 20  | 18  | Retrogradată în Divizia B | Marian Bașno – (1–9) / Nicolae Dinescu – (10–17) / Petre Gavrilă – (18–34)                       |

## Foști Jucători
- Aurel Beldeanu
- Dumitru Telespan
- Constantin Frățilă
- Gheorghe Ceaușilă
- Gheorghe Tătaru
- Gheorghe Constantin
- Gheorghe Burlacu
- Gheorghe Gojgaru
- Marian Cincă
- Mircea Cîrceag
- Nicolae Stanca
- Viorel Butaru
- Viorel Ciofica
- Iancu Carabageac                                                                                       * Niculcea Ion
- Marin Preda
- Sorin Gingu
- Vasile Iordache
- Gabriel Amărăzeanu
- Gabriel Boldici
- Zoltan Crișan
- Ștefan Stana
- Teodor Ciobanu
- Iulian Orovitz
- Iulian Udrică
- Constantin Pintilie
- Costică Donose
- Nicolae Petrică
- Ion Catargiu
- Ion Haidu
- Ion Ionescu
- Filip Șutru
- Florin Cheran
- Ionel Augustin
- Niță Cireașă
- Horațiu Lasconi
- Paul Peniu
- Paul Cazan
- Paul Rinder
- Constantin Constantinescu
- Marian Bucurescu

## Foști Antrenori
- Marcel Pigulea
- Traian Ionescu